# Kunbir lombokiana
Kunbir lombokiana es una especie de insecto coleóptero de la familia Cerambycidae. Estos longicornios son endémicos de la isla de Lombok (Indonesia).
Mide unos 8,9 mm, estando activos los adultos en noviembre.